# Morris (Oklahoma)
Morris es una ciudad ubicada en el condado de Okmulgee en el estado estadounidense de Oklahoma. En el año 2010 tenía una población de 		1479 habitantes y una densidad poblacional de 493 personas por km².

## Geografía
Morris se encuentra ubicada en las coordenadas 35°36′36″N 95°51′40″O / 35.61000, -95.86111 (35.610041, -95.861038).

## Demografía
Según la Oficina del Censo en 2000 los ingresos medios por hogar en la localidad eran de $29,917 y los ingresos medios por familia eran $34,943. Los hombres tenían unos ingresos medios de $28,295  frente a los $20,938 para las mujeres. La renta per cápita para la localidad era de $12,904. Alrededor del 15.3% de la población estaban por debajo del umbral de pobreza.